# Geoffrey Jarrett
Geoffrey Hilton Jarrett (ur. 1 grudnia 1937 w Kyneton) – australijski duchowny rzymskokatolicki, biskup Lismore w latach 2001–2016, w latach 2011–2012 administrator apostolski archidiecezji Brisbane.

## Życiorys
Urodził się w rodzinie anglikańskiej. Uczył się w Kelham College, po czym pracował jako pastor w Rockhampton. 9 listopada 1969 uroczyście przeszedł na katolicyzm. 14 maja 1970 przyjął święcenia kapłańskie, których udzielił mu ówczesny arcybiskup Hobart, Guilford Clyde Young. Zgodnie z prawem kanonicznym, został automatycznie inkardynowany do diecezji wyświęcającego go biskupa, czyli do archidiecezji Hobart. Posługę kapłańską rozpoczął jako wikariusz w miejscowej katedrze. Po czterech latach został proboszczem, a w 1979 rektorem tejże katedry. W 1988 został proboszczem parafii Najświętszego Serca Jezusowego w Hobart.
9 grudnia 2000 papież Jan Paweł II mianował go biskupem koadiutorem diecezji Lismore. Sakry udzielił mu 22 lutego 2001 kardynał Edward Bede Clancy. 1 grudnia 2001 został mianowany biskupem ordynariuszem Lismore, zaś 12 grudnia tego samego roku odbył się jego ingres.
14 listopada 2011 papież Benedykt XVI powierzył mu, z zachowaniem dotychczasowych obowiązków w Lismore, stanowisko administratora apostolskiego sąsiedniej archidiecezji Brisbane. Opuścił ten urząd 2 kwietnia 2012, kiedy to Mark Coleridge został prekonizowany nowym arcybiskupem metropolitą Brisbane.
20 grudnia 2016 przeszedł na emeryturę.